# 대사농
대사농(大司農)은 고대 중국의 관직이다. 구경(九卿)의 하나로, 국가의 재정을 담당하였다.

## 진
치속내사(治粟內史)라 하였으며, 이 명칭은 전한 초기까지 이어졌다. 내사 업무 중 재정·경제 장관의 성격을 대표하는 것이라 할 수 있다.

## 전한
경제 때 대농령(大農令)으로 고쳤고, 무제 때인 태초 원년(기원전 104)에 대사농으로 고쳤다. 왕망 집권 후 희화로 고쳤다.
속관은 다음과 같다.
| 명칭       | 담당 업무          |
| ---------- | ------------------ |
| 균수(均輸) | 물자 공급          |
| 태창(太倉) | 곡식               |
| 평준(平準) | 물가               |
| 도내(都內) | 국고               |
| 적전(籍田) | 황제 직할지의 재정 |
| 늠희(廩犧) | 제사의 희생물      |

## 신
납언(納言)으로 고쳤다.

## 후한
다시 대사농으로 고쳤다. 전한의 늠희는 하남윤 소속으로 돌렸고, 균수는 없앴다.
말기에는 상서가 재정을 주관하였으며, 또한 각종 물자를 관리하는 직책이 설치됨에 따라 권한이 축소되었다.
속관은 다음과 같다.
| 명칭           | 담당 업무                   |
| -------------- | --------------------------- |
| 태창령(太倉令) | 곡식                        |
| 평준령(平準令) | 물가 · 직물                 |
| 도관령(導官令) | 황제가 먹는 쌀 · 건량(乾糧) |

## 삼국 시대

### 조위
위국 시절에 설치한 대농(大農)을 그대로 쓰다가, 조위 건국 직후 대사농으로 고쳤다.

### 촉한·동오
대사농을 설치하였다.

## 북제
사농시(司農寺)를 설치하고 그 장관을 사농시경 혹은 사농경(司農卿)이라 하였다. 부관은 사농소경(司農少卿)이다.

### 참조주
1. 1 2 3 4 5 6  반고, 《한서》 권19상 백관공경표(百官公卿表) 上
2. ↑  호삼성, 《자치통감음주》, 권9 한기(漢紀)1
3. ↑  호삼성, 《자치통감음주》, 권13 한기(漢紀)5
4. ↑  호삼성, 《자치통감음주》, 권15 한기(漢紀)7
5. 1 2 3  호삼성, 《자치통감음주》, 권17 한기(漢紀)9
6. 1 2 3 4 5 6 7 8  두우, 《통전》 권26 직관(職官)8 제경(諸卿)中
7. ↑  전혜란(全惠蘭) (2014). “진·한 초(秦·漢初)의 내사(內史)와 군(郡)”. 《중국고중세사연구》 (중국고중세사학회) (제32집): 80.
8. ↑  호삼성, 《자치통감음주》, 권20 한기(漢紀)12
9. ↑  반고, 《한서》 권84 적방진전(翟方進傳)
10. ↑  이임보 외, 《당육전》 권19 사농시(司農寺)
11. ↑  혜동, 《후한서보주(後漢書補注)》 지(志) 제26 백관3, 94페이지
12. 1 2 3  사마표, 《속한서》 백관지(百官志) 3
13. ↑  방현령 외, 《진서》 권24 지(志) 제14 직관지(職官志)
14. ↑  심약, 《송서》 권39 지(志) 제29 백관上
15. ↑  이임보 외, 《당육전》 권3 상서호부(尙書戶部)
16. ↑  두우, 《통전》 권26 직관(職官)4 상서(尙書)上
17. ↑  주광업, 《계한관작고(季漢官爵考)》 권2 관직고(官職考)2, 12-13페이지
18. 1 2  홍이손(洪飴孫, 1773 ~ 1816, 자는 맹자(孟慈) 또는 우보(佑甫). 홍량길의 아들), 《삼국직관표(三國職官表)》上, 132-133페이지
19. ↑  주광업, 《계한관작고(季漢官爵考)》 권2 관직고(官職考)2, 4-5페이지
20. ↑  위징 외, 《수서》 권27 지(志) 제30 백관中